# دونل غيليام
دونل غيليام (بالإنجليزية: Donnell Gilliam)‏ هو قاضي ومحامي أمريكي، ولد في 12 مارس 1889، وتوفي في 6 مارس 1960.